# Froh zu sein bedarf es wenig
Froh zu sein bedarf es wenig ist ein Kanon aus dem 19. Jahrhundert. Die Komposition stammt von August Mühling (1786–1847), der das Lied als Teil seiner Gesänge Op. 5 publiziert haben soll; dort ist es allerdings zumindest in der Erstauflage von 1812 nicht nachweisbar.
Die Textvorlage ist seit Ende des 18. Jahrhunderts mehrfach in der Literatur bezeugt. Der früheste derzeit bekannte Nachweis findet sich 1770 in Christian Felix Weißes Libretto zu Johann Adam Hillers Oper Die Jagd. Da Mühling in Leipzig als Thomaner unter Hiller gesungen hatte, ist es naheliegend anzunehmen, dass er den Text aus eben diesem Zusammenhang kannte. 1778 wird der Vers in Wilhelm Christhelf Sigmund Mylius’ Posse Hanswurst oder Doctor nolens volens in einer Weise zitiert, die es nahelegt, dass der Satz damals schon als „geflügeltes Wort“ verbreitet gewesen sein könnte. Ab 1792 ist der Text auch als Poesiealbumspruch belegt.
Dominante und Tonika wechseln sich in jedem Takt regelmäßig ab, was neben der Stimmführung eine der Voraussetzungen dafür ist, dass dieses Lied als vierstimmiger Kanon gesungen werden kann.

## Text und Melodie

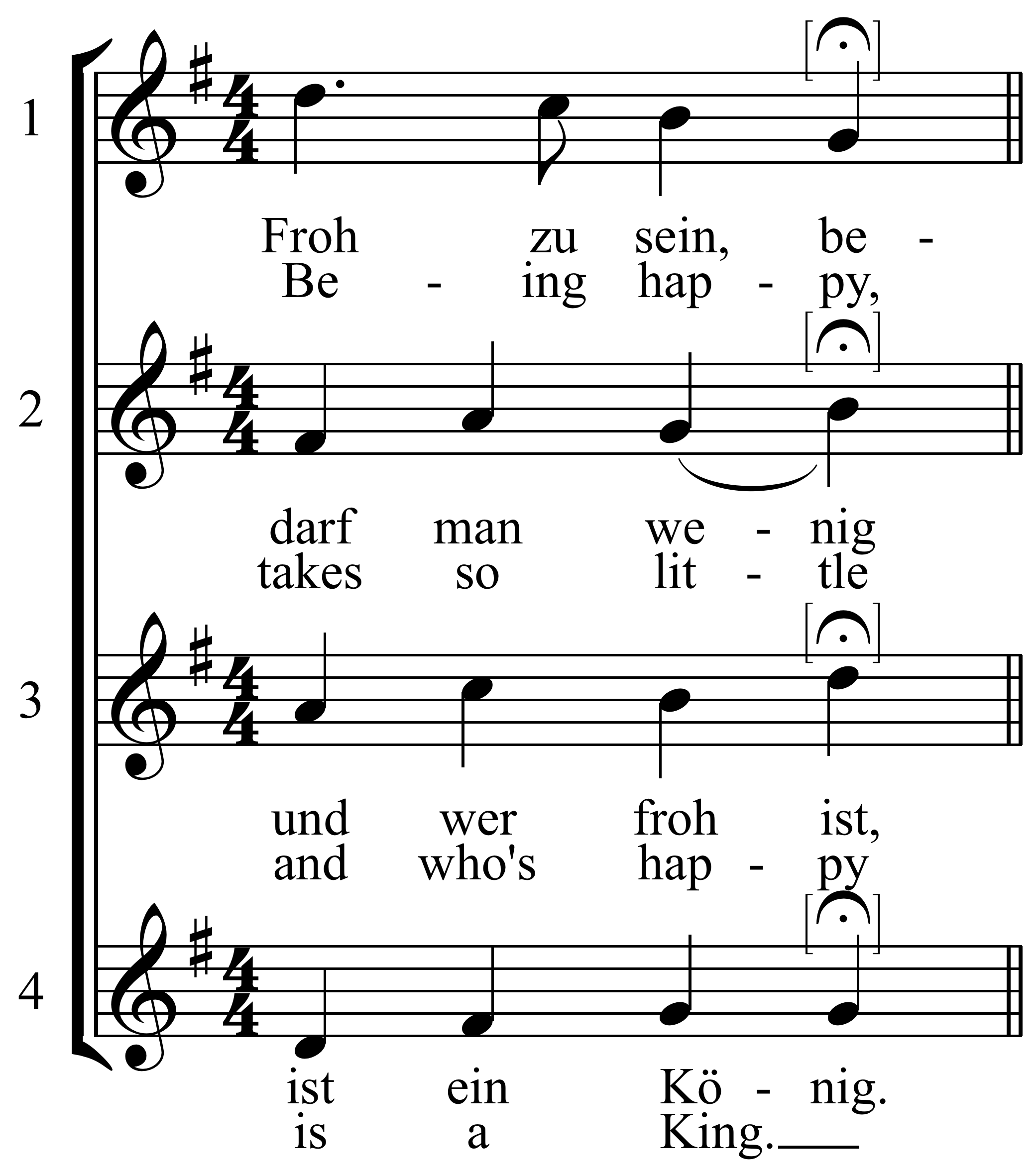
mini|Instrumentalmini|Gesungen

Froh zu sein bedarf es wenig,

und wer froh ist, ist ein König!

## Trivia
- Der Kanon wird oft an Geburtstagen gesungen.[12]

- Wegen seiner einfachen Melodie ist Froh zu sein bedarf es wenig bis heute als Kanon  in Kindergärten und in der Grundschule beliebt.[12]

- Rolf Zuckowski hat zu diesem Lied einen Hörspieltext verfasst.[13]

- Der Titel von Hera Linds 1992 erschienenem Roman Frau zu sein bedarf es wenig ist eine Anlehnung an den Kanon.

- Die Mittelalter-Rockband In Extremo wandelte 2008 den Text des Kanons in ihrem Lied Frei zu sein zu „Frei zu sein bedarf es wenig, nur wer frei ist, ist ein König!“ um.